# Coffeeville (Mississippi)
Coffeeville è una città (town) degli Stati Uniti d'America, situata nella contea di Yalobusha, nello Stato del Mississippi.